# Яндыганово
Яндыганово (баш. Яндуған) — деревня в Мишкинском районе Республики Башкортостан Российской Федерации. Входит в состав Акбулатовского сельсовета.

## География

### Географическое положение
Расстояние до:
- районного центра (Мишкино): 13 км,
- центра сельсовета (Новоакбулатово): 3 км,
- ближайшей ж/д станции (Загородная): 136 км.

## Население
| 2002 | 2009 | 2010 |
| ---- | ---- | ---- |
| 434  | ↘419 | ↘391 |

Национальный состав
Согласно переписи 2002 года, преобладающая национальность — марийцы (94 %).